# Aleš Šteger

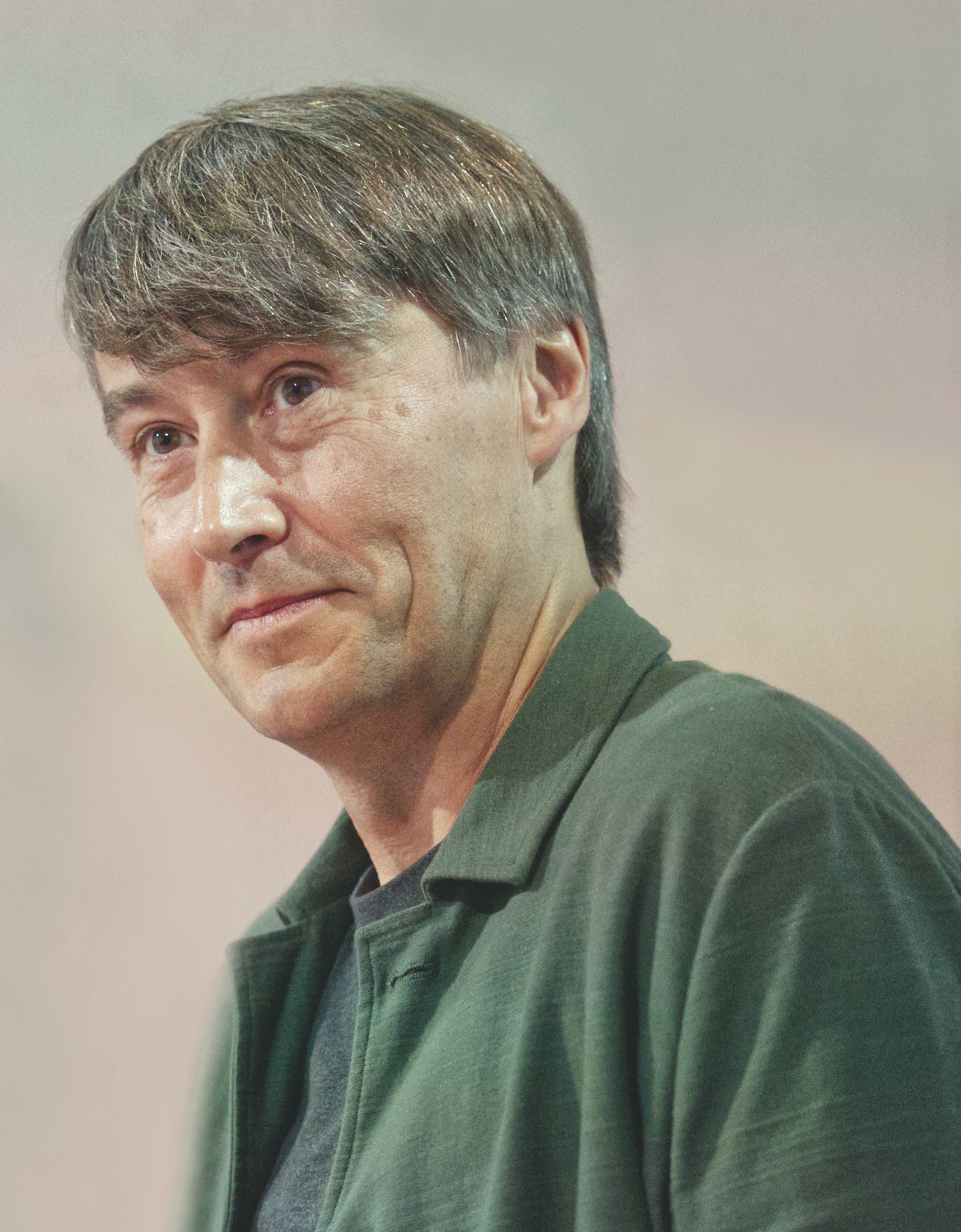
Aleš Šteger (Frankfurt, 2023)

Aleš Šteger (geboren 31. Mai 1973 in Ptuj, Jugoslawien) ist ein slowenischer Autor, Übersetzer, Lektor und Verleger.

## Leben
Aleš Šteger studierte Vergleichende Literaturwissenschaften und Germanistik an der Universität Ljubljana. Er hat sechs Lyrikbände veröffentlicht: Šahovnice ur (1995), Kašmir (1997), Protuberance (2002), Knjiga reči (2006), Knjiga Teles (2010), Nad nebom pod zemljo (2015). Über seinen Aufenthalt in Peru schrieb er einen Reisebericht unter dem Titel Včasih je januar sredi poletja. 2014 veröffentlichte er den Roman Odpusti, er schreibt auch Essays  (S prsti in peto). Seit 2012 schreibt er jährlich eine schriftstellerische performans unter dem Titel Vor Ort geschrieben, bis dato in Ljubljana, Fukushima, Ciudad de Mexico und Belgrad. Seine Werke wurden in verschiedene europäische Sprachen übersetzt und in Anthologien aufgenommen. Er hat in einem eigenen Verlag Gedichte von Edvard Kocbek, Tomaž Šalamun, Gregor Strniša, Dane Zajc und Niko Grafenauer ediert und die Bücher mit einer Einleitung versehen. Steger arbeitet als Lektor beim Verlag „Študentska Založba“ in Ljubljana und übersetzt selbst aus dem Spanischen (Pablo Neruda, Olga Orozco, Cesar Vallejo) und dem Deutschen (Ingeborg Bachmann, Gottfried Benn, Peter Huchel, Michael Donhauser).
Mit einem DAAD-Künstlerstipendium hat Šteger einige Monate in Berlin zugebracht und bei dieser Gelegenheit die erzählend-essayistischen Skizzen Preußenpark geschrieben. 2015 wurde er vom Internationalen Kolleg Morphomata in Köln zum Fellow und zweiten Kurator des Literaturfestivals Poetica berufen, an dem er 2015 selbst als Autor teilgenommen hat.
1998 wurde er mit dem Veronikina nagrada (Veronika-Preis) ausgezeichnet und 2007 mit dem nach Marjan Rožanc bezeichneten Rožančeva nagrada (Rožanc-Preis). 2011 erhielt er den BTBA Preis für den Gedichtband Buch der Dinge, 2016 den Horst-Bienek-Preis für Lyrik und 2021 den Pretnar-Preis. 2022 erhielt er den in der Schweiz dotierten Spycher: Literaturpreis Leuk. Seit 2014 ist er Mitglied der Akademie der Künste Berlin und seit 2019 der Akademie der Wissenschaften und der Literatur, Mainz.

## Werke in deutscher Übersetzung
- Kaschmir. Gedichte. Aus dem Slowenischen von Gerhard Falkner und dem Autor. Edition Korrespondenzen, Wien 2001, ISBN 3-902113-10-3.
- Buch der Dinge. Aus dem Slowenischen von Urška P. Černe und Matthias Göritz. Mit einem Nachwort von Matthias Göritz. Suhrkamp, Frankfurt am Main 2006, ISBN 3-518-41819-X.
- mit Mitja Čander (Hrsg.): Zu zweit nirgendwo. Neue Erzählungen aus Slowenien (= Edition Suhrkamp 2416). Suhrkamp, Frankfurt am Main 2006, ISBN 3-518-12416-1
- Geburt eines Engels. Gedichte aus Slowenien (Poesie der Nachbarn) (Co-Autor), Wunderhorn, Mainz 2008.
- Preußenpark. Berliner Skizzen (= Edition Suhrkamp 2569). Aus dem Slowenischen von Ann Catrin Apstein-Müller. Mit Fotografien des Autors. Suhrkamp, Frankfurt am Main 2009 ISBN 978-3-518-12569-4.
- Der Handschuh. (= Ranitzdialog. Bd. 4). Aus dem Slowenischen von Ludwig Hartinger. Edition Thanhäuser, Ottensheim 2011, ISBN 978-3-900986-77-3.
- Buch der Körper. Gedichte. Aus dem Slowenischen und mit einem Nachwort von Matthias Göritz. Schöffling & Co., Frankfurt am Main 2012, ISBN 978-3-89561-445-3.
- Archiv der toten Seelen. Roman. Aus dem Slowenischen von Matthias Göritz. Schöffling & Co., Frankfurt am Main 2016, ISBN 978-3-89561-446-0.
- Logbuch der Gegenwart. Taumeln. Aus dem Slowenischen von Matthias Göritz. Mit einem Vorwort von Péter Nádas. Haymon, Innsbruck 2016. ISBN 978-3-7099-7233-5.
- Über dem Himmel unter der Erde: Gedichte. Übersetzung von Matthias Göritz. Edition Lyrik Kabinett bei Hanser, München 2019, ISBN 978-3-446-26264-5.
- Logbuch der Gegenwart. Aufbrechen. Aus dem Slowenischen von Matthias Göritz. Mit einem Vorwort von Alberto Manguel. Haymon, Innsbruck 2019. ISBN 978-3-70997-234-2.
- Neverend. Roman. Wallstein, Göttingen 2022, ISBN 978-3-8353-5006-9.
- Gebrauchsanweisung für Slowenien, mit Matthias Göritz. Piper, München 2022, ISBN 978-3-492-27750-1
- Atemprotokolle. Gedichte. Wallstein, Göttingen 2023, ISBN 978-3-8353-5354-1.
- Das Lachen der Götter. Wallstein, Göttingen 2023, ISBN 978-3-8353-5554-5.